# Bartramia abbreviata
Bartramia abbreviata är en bladmossart som beskrevs av Jules Cardot och Brotherus 1923. Bartramia abbreviata ingår i släktet äppelmossor, klassen egentliga bladmossor, divisionen bladmossor och riket växter. Inga underarter finns listade i Catalogue of Life.